# Рибосомний білок L35
Рибосомний білок L35 (англ. Ribosomal protein L35) – білок, який кодується геном RPL35, розташованим у людей на короткому плечі 9-ї хромосоми.  Довжина поліпептидного ланцюга білка становить 123 амінокислот, а молекулярна маса — 14 551.
| 10         |  | 20         |  | 30         |  | 40         |  | 50         |
| ---------- |  | ---------- |  | ---------- |  | ---------- |  | ---------- |
| MAKIKARDLR |  | GKKKEELLKQ |  | LDDLKVELSQ |  | LRVAKVTGGA |  | ASKLSKIRVV |
| RKSIARVLTV |  | INQTQKENLR |  | KFYKGKKYKP |  | LDLRPKKTRA |  | MRRRLNKHEE |
| NLKTKKQQRK |  | ERLYPLRKYA |  | VKA        |  |            |  |            |

A: Аланін

D: Аспарагінова кислота

E: Глутамінова кислота

F: Фенілаланін

G: Гліцин

H: Гістидин

I: Ізолейцин

K: Лізин

L: Лейцин

M: Метіонін

N: Аспарагін

P: Пролін

Q: Глутамін

R: Аргінін

S: Серин

T: Треонін

V: Валін

Цей білок за функціями належить до рибонуклеопротеїнів, рибосомних білків. 